# وردلینو
وردلینو (به ایتالیایی: Verdellino) یک کومونه در ایتالیا است که در استان برگامو واقع شده‌است.

## خصوصیات
وردلینو ۳٫۸ کیلومترمربع مساحت و ۷٬۱۸۶ نفر جمعیت دارد و ۱۷۲ متر بالاتر از سطح دریا واقع شده‌است.